# Alexandre Vallès

Alexandre Vallès (2017)

Alexandre Vallès (* 26. November 1975 in Sète, Frankreich) ist ein französischer Musiker, Schauspieler und Filmregisseur.

## Leben
Seinen ersten größeren Auftritt hatte Vallès 1999 als Briefträger in dem deutschen Kurzfilm Les pastilles. In den folgenden Jahren widmete er sich vornehmlich der Musik. Sein erstes Album  Passerelles nahm er im Frühjahr 2002 auf.
Luca, l'évangile d'un homo, 2013, war ein aufwendiges musikalisches Projekt, das sich als CD, Theaterstück und Musikfilm manifestierte. In Avignon feierte die Bühnenfassung große Erfolge. Unter der Regie von Ian Hansen spielte er neben Thomas Laroppe und André Schneider in Sur les traces de ma mère.
2017 debütierte er mit Bd. Voltaire als Regisseur. Darüber hinaus trat er hier er als Hauptdarsteller, Co-Autor, Produzent und Filmeditor in Erscheinung. Die ursprüngliche Länge des Films von 145 Minuten wurde kurz vor der Veröffentlichung auf 110 verkürzt. Gemeinsam mit Jean-Pierre Stora komponierte und textete er ein halbes Dutzend Chansons für den Film. Der Soundtrack erschien im Oktober 2017. Die Zusammenarbeit von Stora und Vallès fand ihre Fortsetzung bei den Soundtracks für den Kurzfilm Les larmes du bonheur sowie für Vallès' nächsten Spielfilm, den Thriller Les Fantômes.
Vallès lebt mit seinem Lebensgefährten in Thorigny-sur-Marne in der Nähe von Paris.

## Filmografie (Auswahl)
- 2016: Sur les traces de ma mère
- 2017: Les larmes du bonheur
- 2017: Bd. Voltaire
- 2018: Les Fantômes

## Diskographie (Auswahl)
- 2002: Passerelles
- 2013: Luca, l'évangile d'un homo
- 2017: Boulevard Voltaire
- 2017: Ebloui d'Occitanie (Single)[5]